# Basem Ali
Basem Ali (in arabo باسم على‎?; Il Cairo, 27 ottobre 1988) è un calciatore egiziano, difensore del Future.

## Caratteristiche tecniche
Terzino destro di spinta, in possesso di una discreta velocità in progressione e preciso nel servire cross ai compagni.

## Carriera

### Club
Il 3 luglio 2014 lascia dopo cinque anni l'Al-Mokawloon, firmando un contratto quinquennale con l'Al-Ahly. Esordisce con i Red Devils il 26 luglio da titolare contro il Séwé Sports, in un incontro valido per la Coppa della Confederazione CAF, valido per l'accesso alla semifinale. Prende parte anche alla finale - disputata contro gli ivoriani - vinta dagli egiziani, sollevando il suo secondo trofeo, preceduto dalla vittoria della Supercoppa d'Egitto nel Derby del Cairo vinto contro lo Zamalek ai calci di rigore.

### Nazionale
Esordisce con la selezione dei Faraoni il 27 febbraio 2012 sotto la guida di Bob Bradley, in un'amichevole vinta 5-0 contro il Kenya. Schierato titolare dal CT statunitense, serve a Salah l'assist che apre le marcature, prima di uscire al 36' del secondo tempo per far posto a Osama Ragab.

## Statistiche

### Presenze e reti nei club
Statistiche aggiornate al 19 dicembre 2022.
| Stagione            | Squadra             | Campionato          | Campionato | Campionato | Coppe nazionali | Coppe nazionali | Coppe nazionali | Coppe continentali | Coppe continentali | Coppe continentali | Altre coppe | Altre coppe | Altre coppe | Totale | Totale |
| Stagione            | Squadra             | Comp                | Pres       | Reti       | Comp            | Pres            | Reti            | Comp               | Pres               | Reti               | Comp        | Pres        | Reti        | Pres   | Reti   |
| ------------------- | ------------------- | ------------------- | ---------- | ---------- | --------------- | --------------- | --------------- | ------------------ | ------------------ | ------------------ | ----------- | ----------- | ----------- | ------ | ------ |
| 2009-2010           | Al-Mokawloon        | PL                  | 23         | 1          | CE              | 1               | 1               | -                  | -                  | -                  | -           | -           | -           | 24     | 2      |
| 2010-2011           | Al-Mokawloon        | PL                  | 28         | 1          | CE              | 4               | 0               | -                  | -                  | -                  | -           | -           | -           | 32     | 1      |
| 2011-2012           | Al-Mokawloon        | PL                  | 15         | 1          | -               | -               | -               | -                  | -                  | -                  | -           | -           | -           | 15     | 1      |
| 2012-2013           | Al-Mokawloon        | PL                  | 15         | 0          | CE              | 0               | 0               | -                  | -                  | -                  | -           | -           | -           | 15     | 0      |
| 2013-2014           | Al-Mokawloon        | PL                  | 19         | 0          | CE              | 2               | 0               | -                  | -                  | -                  | -           | -           | -           | 21     | 0      |
| 2014-2015           | Al-Ahly             | PL                  | 26         | 0          | CE              | 2               | 0               | CC+CCL+CC          | 7+4+6              | 0                  | SE+SA       | 1+1         | 0           | 47     | 0      |
| 2015-2016           | Al-Ahly             | PL                  | 2          | 0          | CE              | 2               | 0               | CCL                | 2                  | 0                  | SE          | 0           | 0           | 6      | 0      |
| 2016-2017           | Al-Ahly             | PL                  | 3          | 0          | CE              | 2               | 0               | CCL                | 0                  | 0                  | SE          | 0           | 0           | 5      | 0      |
| 2017-2018           | Al-Ahly             | PL                  | 8          | 1          | CE              | 1               | 0               | ACC+CCL            | 3+0                | 0                  | SE          | 0           | 0           | 12     | 1      |
| 2018-2019           | Al-Ahly             | PL                  | 6          | 0          | CE              | 0               | 0               | ACC+CCL            | 0                  | 0                  | SE          | 0           | 0           | 6      | 0      |
| Totale Al-Ahly      | Totale Al-Ahly      | Totale Al-Ahly      | 45         | 1          |                 | 7               | 0               |                    | 22                 | 0                  |             | 2           | 0           | 76     | 1      |
| 2019-2020           | El-Gouna            | PL                  | 24         | 0          | CE              | 1               | 0               | -                  | -                  | -                  | -           | -           | -           | 25     | 0      |
| 2020-2021           | Al-Mokawloon        | PL                  | 20         | 1          | CE              | 1               | 0               | -                  | -                  | -                  | -           | -           | -           | 21     | 1      |
| 2021-2022           | Al-Mokawloon        | PL                  | 19         | 0          | CE              | 2               | 0               | -                  | -                  | -                  | -           | -           | -           | 21     | 0      |
| Totale Al-Mokawloon | Totale Al-Mokawloon | Totale Al-Mokawloon | 139        | 4          |                 | 10              | 1               |                    | -                  | -                  |             | -           | -           | 149    | 5      |
| 2022-2023           | Future              | PL                  | 6          | 1          | CE              | 0               | 0               | CC                 | 0                  | 0                  | -           | -           | -           | 6      | 1      |
| Totale carriera     | Totale carriera     | Totale carriera     | 214        | 6          |                 | 18              | 1               |                    | 22                 | 0                  |             | 2           | 0           | 256    | 7      |

### Cronologia presenze e reti in nazionale
| Cronologia completa delle presenze e delle reti in nazionale ― Egitto | Cronologia completa delle presenze e delle reti in nazionale ― Egitto | Cronologia completa delle presenze e delle reti in nazionale ― Egitto | Cronologia completa delle presenze e delle reti in nazionale ― Egitto | Cronologia completa delle presenze e delle reti in nazionale ― Egitto | Cronologia completa delle presenze e delle reti in nazionale ― Egitto | Cronologia completa delle presenze e delle reti in nazionale ― Egitto | Cronologia completa delle presenze e delle reti in nazionale ― Egitto |
| Data                                                                  | Città                                                                 | In casa                                                               | Risultato                                                             | Ospiti                                                                | Competizione                                                          | Reti                                                                  | Note                                                                  |
| --------------------------------------------------------------------- | --------------------------------------------------------------------- | --------------------------------------------------------------------- | --------------------------------------------------------------------- | --------------------------------------------------------------------- | --------------------------------------------------------------------- | --------------------------------------------------------------------- | --------------------------------------------------------------------- |
| 27-2-2012                                                             | Doha                                                                  | Egitto                                                                | 5 – 0                                                                 | Kenya                                                                 | Amichevole                                                            | -                                                                     | 81’                                                                   |
| 29-2-2012                                                             | Doha                                                                  | Egitto                                                                | 1 – 0                                                                 | Niger                                                                 | Amichevole                                                            | -                                                                     | 90+1’                                                                 |
| 2-3-2012                                                              | Doha                                                                  | Egitto                                                                | 0 – 0                                                                 | RD del Congo                                                          | Amichevole                                                            | -                                                                     | 46’                                                                   |
| 31-3-2012                                                             | Omdurman                                                              | Egitto                                                                | 4 – 0                                                                 | Ciad                                                                  | Amichevole                                                            | -                                                                     |                                                                       |
| 12-4-2012                                                             | Dubai                                                                 | Egitto                                                                | 3 – 2                                                                 | Nigeria                                                               | Amichevole                                                            | -                                                                     | 46’                                                                   |
| 14-4-2012                                                             | Dubai                                                                 | Egitto                                                                | 3 – 0                                                                 | Mauritania                                                            | Amichevole                                                            | -                                                                     | 46’                                                                   |
| 17-4-2012                                                             | Dubai                                                                 | Iraq                                                                  | 0 – 0                                                                 | Egitto                                                                | Amichevole                                                            | -                                                                     | 70’                                                                   |
| 11-5-2012                                                             | Tripoli                                                               | Libano                                                                | 1 – 4                                                                 | Egitto                                                                | Amichevole                                                            | -                                                                     | 72’                                                                   |
| 20-5-2012                                                             | Omdurman                                                              | Egitto                                                                | 2 – 1                                                                 | Camerun                                                               | Amichevole                                                            | -                                                                     | 74’                                                                   |
| 15-8-2012                                                             | Salalah                                                               | Oman                                                                  | 1 – 1                                                                 | Egitto                                                                | Amichevole                                                            | -                                                                     | 46’ 80’                                                               |
| 10-1-2013                                                             | Abu Dhabi                                                             | Ghana                                                                 | 3 – 0                                                                 | Egitto                                                                | Amichevole                                                            | -                                                                     |                                                                       |
| 30-9-2013                                                             | Il Cairo                                                              | Egitto                                                                | 2 – 0                                                                 | Uganda                                                                | Amichevole                                                            | -                                                                     | 46’                                                                   |
| 2-10-2013                                                             | Il Cairo                                                              | Egitto                                                                | 3 – 0                                                                 | Uganda                                                                | Amichevole                                                            | -                                                                     | 77’                                                                   |
| Totale                                                                |                                                                       | Presenze                                                              | 13                                                                    |                                                                       | Reti                                                                  | 0                                                                     |                                                                       |

## Palmarès

### Club

#### Competizioni nazionali
- Campionato egiziano: 3

Al-Ahly: 2015-2016, 2016-2017, 2017-2018
- Supercoppa d'Egitto: 3

Al.Ahly: 2014, 2015, 2017
- Coppa d'Egitto: 1

Al-Ahly: 2017

#### Competizioni internazionali
- Coppa della Confederazione CAF: 1

Al-Ahly: 2014